# Archip Ljoelka

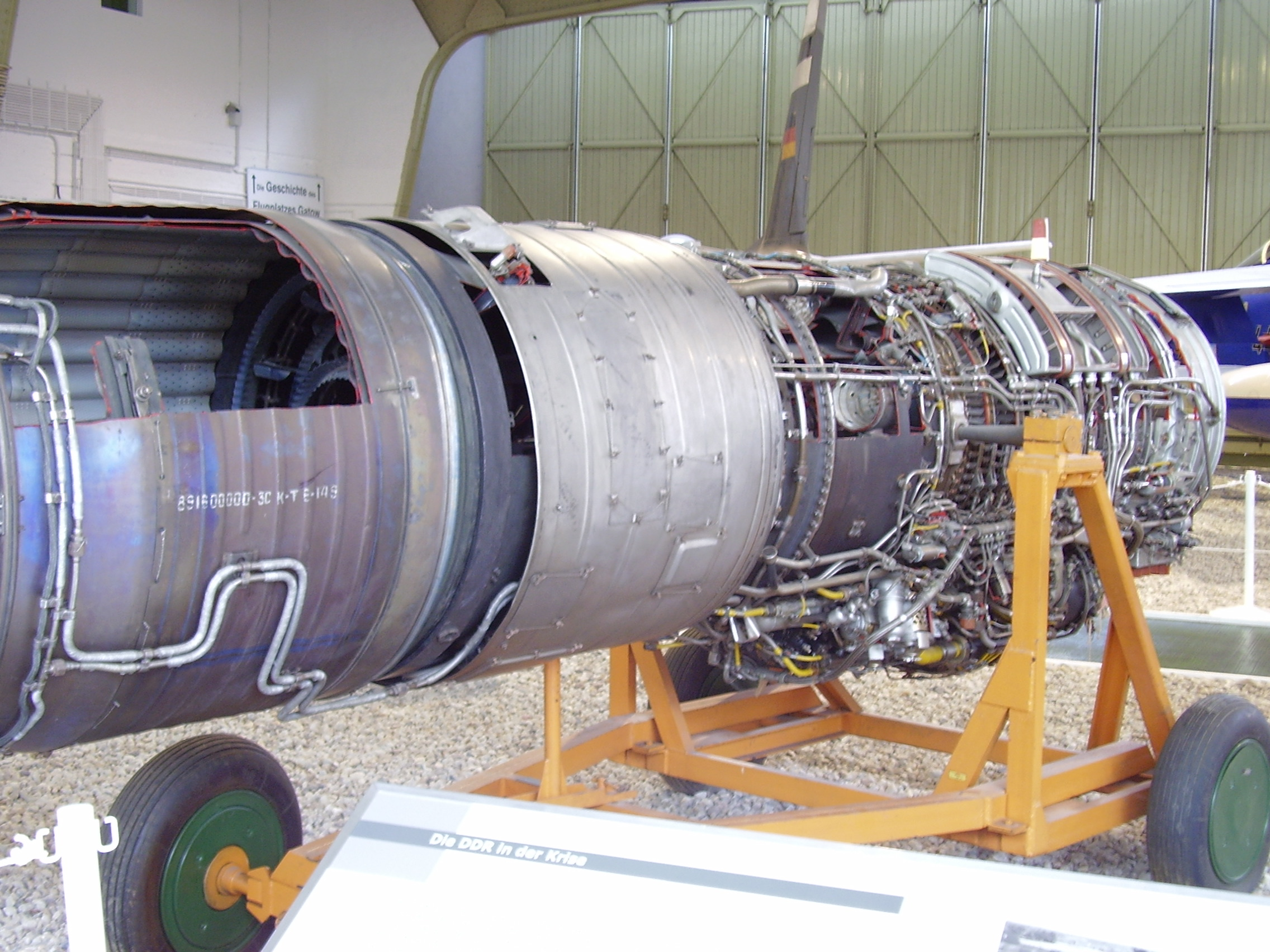
Ljoelka AL-21 F3

Archip Michalovitsj Ljoelka (Russisch: Архип Михайлович Люлька; Oekraïens: Архи́п Миха́йлович Лю́лька) (Sawarka Oblast Kiev, 23 maart 1908 - Moskou, 2 juni 1984) was een Oekraïense luchtvaartpionier op het gebied van straalmotoren.
Nadat hij in 1931 was afgestudeerd aan het Kiev Polytechnisch Instituut, volgde hij in Charkov een afstudeertraject op het gebied van thermodynamica aan het Charkov Instituut voor Industriële Energetica. Ljoelka begon in 1936 aan de ontwikkeling van de straalmotor in de Sovjet-Unie. In 1938 maakte hij de eerste turbojet, de VRD-1 met een stuwkracht van ongeveer 5,9 kN. Doorontwikkeling van de motor stelde hem in 1944 in staat tot de bouw van de TR-1 met een stuwkracht van ongeveer 12,7 kN. Deze motor is gebruikt op de Soe-10 en Il-22. In de jaren 1950 verrichtte hij onderzoek naar de turbofan, maar hij kon dit idee pas in de jaren 1970 in de praktijk brengen met de AL-31F, de motor voor de Soechoj Soe-27.